# Once Upon a Time in America (soundtrack)
Once Upon a Time in America (Italiaans: C'era una volta in America) is de originele soundtrack, gecomponeerd en gedirigeerd door Ennio Morricone voor de film Once Upon a Time in America uit 1984 van Sergio Leone. Het album werd uitgebracht op 1 juni 1984 door Mercury Records. Dit werd gevolgd door een speciale editie in 1995, met vier extra nummers.
De muziek werd opgenomen in de Forum Studio in Rome. Het nummer Deborah's Theme" werd in de jaren zeventig voor een andere film geschreven, maar werd afgewezen. De partituur is ook opmerkelijk vanwege Morricone's integratie van de muziek van Gheorghe Zamfir, die een panfluit speelt. De fluitmuziek van Zamfir werd met een soortgelijk effect gebruikt in Peter Weir's Picnic at Hanging Rock (1975). Morricone werkte voor de partituur ook samen met zangeres Edda Dell'Orso.
De muziek won de BAFTA Award for Best Film Music in 1985.

## Tracklijst
Alle nummers geschreven en gedirigeerd door Ennio Morricone, tenzij anders aangegeven.

| Nr. | Titel                                                           | Duur |
| --- | --------------------------------------------------------------- | ---- |
| 1.  | Once Upon a Time in America                                     | 2:11 |
| 2.  | Poverty                                                         | 3:37 |
| 3.  | Deborah's Theme (zang: Edda Dell'Orso)                          | 4:24 |
| 4.  | Childhood Memories (panfluit: Gheorghe Zamfir)                  | 3:22 |
| 5.  | Amapola (muziek, dirigent: Joseph Lacalle, tekst: Albert Gamse) | 5:21 |
| 6.  | Friends                                                         | 1:34 |
| 7.  | Prohibition Dirge                                               | 4:20 |

| Nr. | Titel                                                                                    | Duur |
| --- | ---------------------------------------------------------------------------------------- | ---- |
| 8.  | Cockeye's Song (zang: Edda Dell'Orso, panfluit: Gheorghe Zamfir)                         | 4:20 |
| 9.  | Amapola, Part II (muziek, dirigent: Joseph Lacalle, tekst: Albert Gamse)                 | 3:07 |
| 10. | Childhood Poverty                                                                        | 1:41 |
| 11. | Photographic Memories                                                                    | 1:00 |
| 12. | Friends – Reprise                                                                        | 1:23 |
| 13. | Friendship & Love (zang: Edda Dell'Orso)                                                 | 4:14 |
| 14. | Speakeasy                                                                                | 2:21 |
| 15. | Deborah's Theme – Amapola (muziek: Ennio Morricone, Joseph Lacalle, tekst: Albert Gamse) | 6:13 |

| Nr. | Titel | Duur  |
| --- | --- | ----- |
| 16. | Suite from Once Upon a Time in America (Includes Amapola) (muziek: Ennio Morricone, Joseph Lacalle, tekst: Albert Gamse, panfluit: Gheorghe Zamfir) | 13:32 |
| 17. | Poverty (Temp. Version) | 3:26  |
| 18. | Unused Theme | 4:46  |
| 19. | Unused Theme (Version 2) | 3:38  |

## Hitnoteringen

### NPO Klassiek Filmmuziek Top 200
| Once Upon a Time in America in de NPO Klassiek Filmmuziek Top 200 | Once Upon a Time in America in de NPO Klassiek Filmmuziek Top 200 | Once Upon a Time in America in de NPO Klassiek Filmmuziek Top 200 | Once Upon a Time in America in de NPO Klassiek Filmmuziek Top 200 | Once Upon a Time in America in de NPO Klassiek Filmmuziek Top 200 | Once Upon a Time in America in de NPO Klassiek Filmmuziek Top 200 | Once Upon a Time in America in de NPO Klassiek Filmmuziek Top 200 | Once Upon a Time in America in de NPO Klassiek Filmmuziek Top 200 |
| Jaar                                                              | 2017                                                              | 2020                                                              | 2021                                                              | 2022                                                              | 2023                                                              | 2024                                                              | 2025                                                              |
| ----------------------------------------------------------------- | ----------------------------------------------------------------- | ----------------------------------------------------------------- | ----------------------------------------------------------------- | ----------------------------------------------------------------- | ----------------------------------------------------------------- | ----------------------------------------------------------------- | ----------------------------------------------------------------- |
| Positie                                                           | 30                                                                | 39                                                                | 26                                                                | 27                                                                | 27                                                                | 31                                                                | 41                                                                |